# Marathon van Wenen 2008

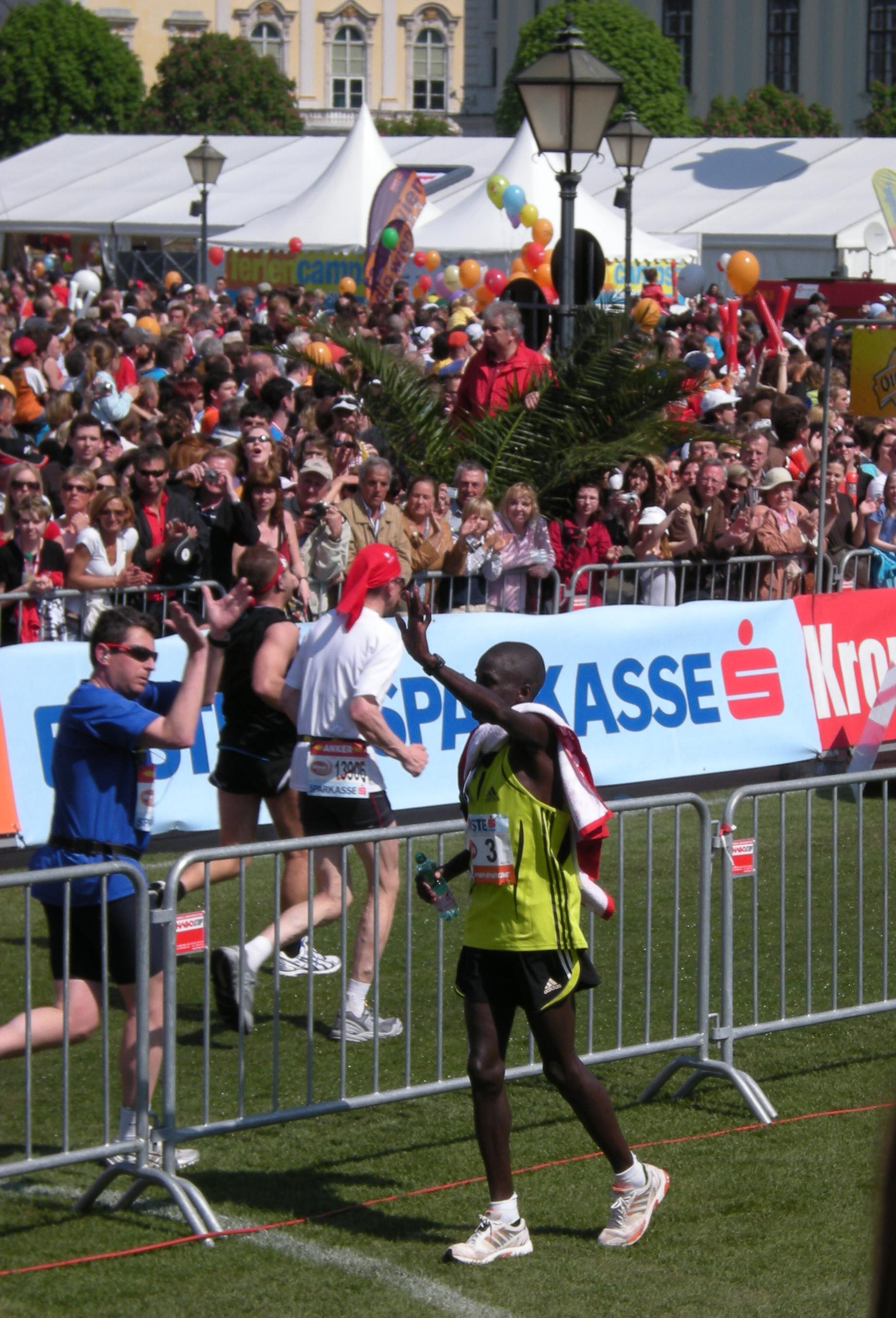
Winnaar Abel Kirui begroet halve marathon lopers.

De marathon van Wenen 2008 vond plaats op zondag 27 april 2008 in Wenen. Het was de 25e editie van deze marathon.
Bij de mannen won de Keniaan Abel Kirui in 2:07.38, een parcoursrecord. Hij had op de finish een kleine minuut voorsprong op zijn landgenoot Duncan Kibet. Paul Biwott, die in 2:08.53 derde werd, maakte het Keniaanse podium compleet. Bij de vrouwen ging de overwinning evenals in 2007 naar de Roemeense Luminita Talpos. Ditmaal finishte ze in een persoonlijk record van 2:26.43.
In totaal namen 30.072 lopers uit 100 landen deel aan het evenement.

## Uitslagen

### Mannen
| rang   | naam                 | land | tijd    |
| ------ | -------------------- | ---- | ------- |
| Goud   | Abel Kirui           | KEN  | 2:07.38 |
| Zilver | Duncan Kibet         | KEN  | 2:08.33 |
| Brons  | Paul Biwott          | KEN  | 2:08.53 |
| 4      | William Todoo-Rotich | KEN  | 2:12.18 |
| 5      | Andrew Limo          | KEN  | 2:12.27 |
| 6      | Samson Loywapet      | KEN  | 2:13.23 |
| 7      | Richard Mutai        | KEN  | 2:15.15 |
| 8      | Philemon Kisang      | KEN  | 2:16.09 |
| 9      | Lemma-Alemu Debelu   | ETH  | 2:16.35 |
| 10     | Jonah Kemboi         | KEN  | 2:17.31 |

### Vrouwen
| rang   | naam                 | land | tijd     |
| ------ | -------------------- | ---- | -------- |
| Goud   | Luminita Talpos      | ROU  | 2:26.43  |
| Zilver | Tomo Morimoto        | JPN  | 2:29.01  |
| Brons  | Beatrice Omwanza     | KEN  | 2:37.36  |
| 4      | Oksana Kuzmicheva    | BAH  | 2:39.54  |
| 5      | Tanith Maxwell       | RSA  | 2:40.05  |
| 6      | Ida Kovacs           | HUN  | 2:40.51  |
| 7      | Ingrid Eichberger    | AUT  | 2:47.07  |
| 8      | Barbara Molnar       | HUN  | 2:52.36  |
| 9      | Nadja Göschl         | AUT  | 3:01.03  |
| 10     | Henriette Holzknecht | AUT  | 3:01.155 |

1984 ·
1985 ·
1986 ·
1987 ·
1988 ·
1989 ·
1990 ·
1991 ·
1992 ·
1993 ·
1994 ·
1995 ·
1996 ·
1997 ·
1998 ·
1999 ·
2000 ·
2001 ·
2002 ·
2003 ·
2004 ·
2005 ·
2006 ·
2007 ·
2008 ·
2009 ·
2010 ·
2011 · 
2012 ·
2013 ·
2014 ·
2015 ·
2016 ·
2017 ·
2018 ·
2019 ·
2020 ·
2021 ·
2022 ·
2023 ·
2024